# جی (کرج)
جی(کرج) روستایی از توابع بخش آسارا شهرستان کرج در استان البرز ایران است.
روستای جی جزو هفت پارچه آبادی ارنگه ی کوچک است که از ضلع غربی با روستای سرزیارت و از ضلع شرقی با روستای چاران همسایه است و مشاغل اصلی روستا شامل گل کاری، گل فروشی ، باغداری و… اما در قدیم گردو و سیب هم جزو محصولات اصلی روستا بوده که به نام سیب ارنگه معروف است نام زمین ها ی روستا : چاک ، اُران،دهگی،سیلورستان ،لاد ها و گلسل است و این روستا دارای چشمه ها و سر چشمه های فراوانی است شرح تعدادی از ان ها به صورت زیر است سر چشمه ی سیلورستان ، سر چشمه ی لشک ، چشمه ی دورخان ، چشمه ی میان لات ، چشمه ی هرهنج و چشمه ی قلقلک است و اب این چشمه ها و سر چشمه ها بهداشتی بوده و موجب سنگ سازی نمی شود . از بنا های تاریخی می توان به حمام خزینه که از جنس ساروج بوده است اشاره کرد که در وسط روستا قرار دارد متاسفانه در حال حاضر ان را پر و کمی تخریب کرده اند . در حال حاضر این روستا سه مسجد دارد که یکی از انها مختصرا توضیح داده شد و شرح دو مسجد دیگر به اینصورت است -۱- در داخل روستا قرار دارد و هنوز هم قابل استفاده می باشد.۲.دومین مسجد در میدان اصلی روستا است. 
تاریخ روستای جی
طبق تحقیقات و گفته های معتبر روستای جی یکی از قدیمی ترین و باستانی ترین روستا های در بخش خود بوده تاریخ به وجود آمدن روستا به سلسله ی سامانیان و حتی پیش از ان می رسد که در ابتدا روستا جی روستای کوچک بوده .

## جمعیت
این روستا در دهستان آدران قرار دارد و براساس سرشماری مرکز آمار ایران در سال ۱۳۹۵، جمعیت آن ۱۰۰ نفر (۴۰ خانوار)  بوده‌است.
" معنی نام گی یا جی"
با سلام.حتما همه ی شما دوستان حداقل یک بار به اینکه معنی اسم روستا چه هست فکر کرده اید.و اینکه اسم اصلی روستا سرانجام کدامیک از این دو کلمه هست. خوشبختانه در دنیای امروز موتورهای جستجوی اینترنت کمک زیادی برای جمع آوری اطلاعات کرده اند .با یک جستجوی ساده در گوگل معانی مختلف کلمه " گی" در فرهنگهای مختلف لغت  در اختیار ما قرار می گیرد .که برخی از معانی عبارتند از  آبگیر ، تالاب ، شمر(حوض کوچک) مرد.
با توجه به معانی فوق به نظر می‌رسد که آبگیر یا محل پرآب در مورد دلیل  نام گذاری روستا به اسم "گی" صحیح تر باشد چرا که روستا با توجه به جغرافیای موجود دارای چندین چشمه سار دائم و فصلی هست و عمق کم  چاه های احداث شده هم نشان از قرار گرفتن روستا بر روی صفحه های پرآب زیر زمینی هست.
به نظر میرسد که با ورود اسلام و ترویج زبان عربی در صده های میانه قمری از آنجا که حرف "گ"در زبان عربی وجود ندارد برای نوشتن " گی " را " جی" استفاده نموده اند .

## زبان
زبان رایج در این روستا و دیگر روستاهای منطقه تاتی است.
ریشه ی زبان روستای جی تاتی است.
تات به بخشی از مردم ایران گفته شده که از خراسان تا آذربایجان زندگی می کرده اند .و ریشه آنها به قوم ماد باز میگردد و زبانشان تاتی نام دارد که نوعی از زبان فارسی بوده البته در مناطق مختلف لهجه های مختلف در زبان تاتی وارد شده است اما همچنان ریشه زبان روستاهای البرز و بخش آسارا تاتی می باشد.در زیر تعدادی از روستاهای استان البرز که به زبان تاتی گفتگو می کنند ذکر می شود.
روستاهای جی ،آزادبر،ابهرک ،ادران، ارنگه  پورکان،تکیه سپهسالار، جور آب، چاران،حسن‌کدر،خوارس،خور،خوزنکلا ،درده، دروان، سرخه‌دره ،سر زیارت، سرودار ،سیاه کلان ،سیجان، سیرا، شهرستانک، کلوان، کلها، کندر، مورود ،میدانک، نسا، نشترود، نوجان، وارنگه‌رود، واریان، ورزن، مروت اوا(پسوند اوا در زبان تاتی همان آباد است) و روستاهای مرادتپه، تات زبان هستند. در دامنهٔ جنوبی رشته کوه البرز رودبار الموت و اکثر مردم شهرستان طالقان تات زبان هستند